# VM i ishockey 2013 (kvinder)
Verdensmesterskabet i ishockey for kvinder 2013 er det 16. VM i ishockey for kvinder og mesterskabet, som bliver arrangeret af International Ice Hockey Federation, har deltagelse 35 hold og bliver afviklet i seks niveauopdelte turneringer. Det egentlige verdensmesterskab (tidligere kaldt "A-VM") bliver spillet i Ottawa, Canada i perioden 2. – 9. april 2013 med deltagelse af otte hold.
De lavere rangerende VM-turneringer bliver spillet på forskellige terminer i løbet af foråret 2013:
1. division, gruppe A (6 hold) i Stavanger, Norge i perioden 7. – 13. april 2013.
1. division, gruppe B (6 hold) i Strasbourg, Frankrig i perioden 7. – 13. april 2013.
2. division, gruppe A (6 hold) i Auckland, New Zealand i perioden 8. – 14. april 2013.
2. division, gruppe B (6 hold) i Puigcerdà, Spanien i perioden 1. – 7. april 2013.
Kvalifikation til 2. division, gruppe B (3 hold) i Izmir, Tyrkiet i perioden 7. - 9. december 2012.

## VM
Otte hold spillede om verdensmesterskabet (tidligere kaldt A-VM) den 2. – 9. april 2013 i Ottawa, Canada. Turneringens deltagere var de syv bedst placerede hold ved VM i 2012 samt vinderen af VM i 1. division gruppe A i 2012.
Kampene blev afviklet i to arenaer:
- Scotiabank Place
- Nepean Sportsplex

### Indledende runde
De otte hold spillede først en indledende runde i to grupper med fire hold. I gruppe A spillede de fire højst rangerede hold, og fra denne gruppe gik de to bedst placerede hold direkte videre til semifinalerne, mens de to andre hold gik videre til kvartfinalerne. I gruppe B spillede holdene rangeret som nr. 5-8 om de to sidste pladser i kvartfinalerne. Holdene, der sluttede som nr. 3 og 4 i gruppe B, gik videre til nedrykningskampene, hvor de to hold spillede bedst af tre kampe om at undgå nedrykning til 1. division gruppe A i 2014.

#### Gruppe A
Kampene i gruppe A blev spillet i Scotiabank Place.
| Dato | Tid   | Kamp              | Res.  | Perioder               |
| ---- | ----- | ----------------- | ----- | ---------------------- |
| 2.4. | 15:30 | Finland – Schweiz | 2–1   | 0-1, 2-0, 0-0          |
| 2.4. | 19:30 | Canada – USA      | 3–2   | 0-2, 0-0, 2-0 0-0, 1-0 |
| 3.4. | 15:30 | USA – Finland     | 4–2   | 4-1, 0-1, 0-0          |
| 3.4. | 19:30 | Schweiz – Canada  | 00–13 | 0-2, 0-6, 0-5          |
| 5.4. | 15:30 | USA – Schweiz     | 5–0   | 2-0, 1-0, 2-0          |
| 5.4. | 19:30 | Canada – Finland  | 8–0   | 3-0, 1-0, 4-0          |

| Hold    | Kampe | Mål   | Point |
| ------- | ----- | ----- | ----- |
| Canada  | 3     | 24-20 | 8     |
| USA     | 3     | 11-50 | 7     |
| Finland | 3     | 04-13 | 3     |
| Schweiz | 3     | 01-20 | 0     |

#### Gruppe B
Kampene i gruppe B blev spillet i Nepean Sportsplex.
| Dato | Tid   | Kamp                | Res. | Perioder          |
| ---- | ----- | ------------------- | ---- | ----------------- |
| 2.4. | 12:00 | Rusland – Tyskland  | 4–0  | 1-0, 0-0, 3-0     |
| 2.4. | 16:00 | Sverige – Tjekkiet  | 2–3  | 0-2, 2-1, 0-0     |
| 3.4. | 12:00 | Rusland – Tjekkiet  | 3–1  | 1-0, 1-1, 1-0     |
| 3.4. | 16:00 | Tyskland – Sverige  | 2–3  | 2-1, 0-0, 0-1 0-1 |
| 5.4. | 12:00 | Tjekkiet – Tyskland | 3–6  | 1-1, 0-3, 2-2     |
| 5.4. | 16:00 | Sverige – Rusland   | 0–4  | 0-1, 0-2, 0-1     |

| Hold     | Kampe | Mål   | Point |
| -------- | ----- | ----- | ----- |
| Rusland  | 3     | 11-10 | 9     |
| Tyskland | 3     | 08-10 | 4     |
| Tjekkiet | 3     | 07-11 | 3     |
| Sverige  | 3     | 5-9   | 2     |

### Nedrykningskampe
De to hold, der sluttede som nr. 3 og 4 i gruppe B spillede bedst af tre kampe om at undgå nedrykning til 1. division gruppe A. Nedrykningskampene blev spillet i Nepean Sportsplex og serien blev vundet af Sverige, som vandt de to første kampe, og dermed blev den tredje kamp overflødig. Det betød, at Tjekkiet rykkede ned i 1. division gruppe A i 2014.
| Dato | Tid   | Kamp               | Res.         | Perioder               |
| ---- | ----- | ------------------ | ------------ | ---------------------- |
| 6.4. | 16:00 | Tjekkiet – Sverige | 1–2          | 0-1, 0-0, 1-0 0-0, 0-1 |
| 8.4. | 12:00 | Sverige – Tjekkiet | 4–0          | 0-0, 2-0, 2-0          |
| 9.4. | 16:00 | Tjekkiet – Sverige | Ikke spillet | Ikke spillet           |

### Finalekampe
Finalekampene havde deltagelse af de fire hold fra gruppe A og de to bedste hold fra gruppe B. Holdene fra gruppe B og nr. 3 og 4 fra gruppe A begyndte slutspillet i kvartfinalerne, mens nr. 1 og 2 fra gruppe A først indtrådte i semifinalerne. Alle kampene i slutspillet blev spillet i Scotiabank Place.
| Dato               | Tid          | Kamp               | Res.         | Perioder      |
| Kvartfinaler       | Kvartfinaler | Kvartfinaler       | Kvartfinaler | Kvartfinaler  |
| ------------------ | ------------ | ------------------ | ------------ | ------------- |
| 6.4.               | 15:30        | Finland – Tyskland | 1–0          | 1-0, 0-0, 0-0 |
| 6.4.               | 19:30        | Schweiz – Rusland  | 1–2          | 0-1, 1-0, 0-1 |
| Kamp om 5.-pladsen |              |                    |              |               |
| 8.4.               | 11:30        | Schweiz – Tyskland | 3–5          | 1-1, 0-3, 2-1 |
| Semifinaler        |              |                    |              |               |
| 8.4.               | 15:30        | USA – Finland      | 3–0          | 0-0, 0-0, 3-0 |
| 8.4.               | 19:30        | Canada – Rusland   | 8–1          | 1-0, 5-1, 2-0 |
| Bronzekamp         |              |                    |              |               |
| 9.4.               | 15:30        | Rusland – Finland  | 2–0          | 0-0, 0-0, 2-0 |
| Finale             |              |                    |              |               |
| 9.4.               | 19:30        | Canada – USA       | 2–3          | 1-0, 1-2, 0-1 |

|  | Kvartfinaler | Kvartfinaler | Kvartfinaler |     |         | Semifinaler | Semifinaler | Semifinaler |  |  | Finale | Finale | Finale |
|  |              |              |              |     |         |             |             |             |  |  |        |        |        |
|  | A1           | Canada       |              |     |         |             |             |             |  |  |        |        |        |
|  |              | Bye          |              |     |         |             |             |             |  |  |        |        |        |
|  |              | A1           | Canada       | 8   |         |             |             |             |  |  |        |        |        |
|  |              |              |              | 8   |         |             |             |             |  |  |        |        |        |
|  |              | B1           | Rusland      | 1   |         |             |             |             |  |  |        |        |        |
|  | B1           | B1           | Rusland      | 1   | Rusland | 2           |             |             |  |  |        |        |        |
|  | B1           |              |              |     | Rusland | 2           |             |             |  |  |        |        |        |
|  | A4           | Schweiz      | 1            |     |         |             |             |             |  |  |        |        |        |
|  |              |              |              |     |         |             |             |             |  |  | A1     | Canada | 2      |
|  |              |              | A2           | USA | 3       |             |             |             |  |  |        |        |        |
|  | A3           | Finland      | 1            |     |         |             |             |             |  |  |        |        |        |
|  | B2           | Tyskland     | 0            |     |         |             |             |             |  |  |        |        |        |
|  | B2           | Tyskland     | 0            |     | A3      | Finland     | 0           |             |  |  |        |        |        |
|  |              |              |              |     | A3      | Finland     | 0           |             |  |  |        |        |        |
|  |              | A2           | USA          | 3   |         |             |             |             |  |  |        |        |        |
|  |              | A2           | USA          | 3   | Bye     |             |             |             |  |  |        |        |        |
|  |              |              |              |     |         |             |             |             |  |  |        |        |        |
|  | A2           | USA          |              |     |         |             |             |             |  |  |        |        |        |

### Medaljevindere
| Guld | Sølv | Bronze |
| USA | Canada | Rusland |
| Målmænd: Brianne McLaughlin Jessie Vetter Alex Rigsby Backs: Lee Stecklein Megan Bozek Lisa Chesson Anne Schleper Gigi Marvin Kacey Bellamy Michelle Picard Forwards: Monique Lamoureux Meghan Duggan Julie Chu Brianna Decker Jocelyne Lamoureux Lyndsey Fry Jen Schoullis Hilary Knight Sarah Erickson Kendall Coyne Kelley Steadman Amanda Kessel Alex Carpenter | Målmænd: Shannon Szabados Genevieve Lacasse Charline Labonte Backs: Jocelyne Larocque Lauriane Rougeau Laura Fortino Courtney Birchard Meaghan Mikkelson Catherine Ward Tessa Bonhomme Forwards: Meghan Agosta-Marciano Rebecca Johnston Jennifer Wakefield Gillian Apps Caroline Ouellette Jayna Hefford Bailey Bram Brianne Jenner Haley Irwin Hayley Wickenheiser Natalie Spooner Sarah Vaillancourt Marie-Philip Poulin | Målmænd Anna Prugova Nadezhda Aleksandrova Julija Leskina Backs: Angelina Gontjarenko Anna Sjukina Inna Djubanok Svetlana Tkatjova Aleksandra Kapustina Anna Sjibanova Jekaterina Ananina Forwards: Jekaterina Solovjova Ija Gavrilova Aleksandra Vafina Ljudmila Beljakova Jekaterina Smolentseva Olga Sosina Tatjana Burina Jekaterina Lebedeva Jelena Dergatjova Valerija Pavlova Jekaterina Pasjkevitj Galina Skiba Jekaterina Smolina |

### Priser
Bedste spiller på hver position, valgt af turneringsledelsen.
| Kategori       | Prismodtager          |
| -------------- | --------------------- |
| Bedste målmand | Nadezjda Aleksandrova |
| Bedste back    | Jenni Hiirikoski      |
| Bedste forward | Marie-Philip Poulin   |

All star-hold, valgt af medierne.
| Kategori | Spillere                  |
| -------- | ------------------------- |
| Målmand  | Noora Räty                |
| Backs    | Meaghan Mikkelson         |
| Backs    | Catherine Ward            |
| Forwards | Brianna Decker            |
| Forwards | Marie-Philip Poulin (MVP) |
| Forwards | Jennifer Wakefield        |

## 1. division
1. division bestod af to grupper, der hver især var hhv. andet og tredje niveau i VM-hierarkiet.

### Gruppe A
1. division gruppe A var andet niveau af VM-hierarkiet. Turneringen havde deltagelse af seks hold, der spillede en enkeltturnering alle-mod-alle, og den blev afviklet i DNB Arena i Stavanger, Norge i perioden 7. – 13. april 2013.
Turneringen blev vundet af Japan, men eftersom der ikke blev spillet "A-VM" i 2014, betød sejren ikke automatisk oprykning til A-gruppen. Efterfølgende endte Japan på sidstepladsen ved den olympiske ishockeyturnering i Sotji i 2014, og dermed blev holdet nødt til at spille kvalifikationskampe mod vinderen af 1. division gruppe A i 2014 om en plads i A-gruppen ved VM i 2015.
Holdet, der sluttede på sjettepladsen, Letland, rykkede et niveau ned, dvs. til 1. division gruppe B.
| Dato  | Tid   | Kamp                | Res. | Perioder               |
| ----- | ----- | ------------------- | ---- | ---------------------- |
| 7.4.  | 12:30 | Letland – Japan     | 0–5  | 0-3, 0-0, 0-2          |
| 7.4.  | 16:00 | Danmark – Slovakiet | 2–1  | 2-0, 0-1, 0-0          |
| 7.4.  | 19:30 | Østrig – Norge      | 3–4  | 1-1, 2-1, 0-1 0-1      |
| 9.4.  | 12:30 | Japan – Danmark     | 1–2  | 0-1, 1-0, 0-0 0-0, 0-1 |
| 9.4.  | 16:00 | Slovakiet – Østrig  | 3–1  | 1-1, 1-0, 1-0          |
| 9.4.  | 19:30 | Norge – Letland     | 7–4  | 2-1, 3-2, 2-1          |
| 10.4. | 12:30 | Danmark – Østrig    | 2–4  | 0-2, 1-1, 1-1          |
| 10.4. | 16:00 | Slovakiet – Letland | 4–2  | 1-0, 1-0, 2-2          |
| 10.4. | 19:30 | Norge – Japan       | 0–1  | 0-1, 0-0, 0-0          |
| 12.4. | 12:30 | Østrig – Letland    | 5–2  | 3-0, 0-2, 2-0          |
| 12.4. | 16:00 | Japan – Slovakiet   | 5–3  | 2-0, 0-3, 3-0          |
| 12.4. | 19:30 | Norge – Danmark     | 2–3  | 0-2, 2-1, 0-0          |
| 13.4. | 12:30 | Letland – Danmark   | 1–6  | 1-1, 0-3, 0-2          |
| 13.4. | 16:00 | Japan – Østrig      | 5–2  | 3-1, 0-1, 2-0          |
| 13.4. | 19:30 | Slovakiet – Norge   | 4–0  | 1-0, 1-0, 2-0          |

| Hold      | Kampe | Mål   | Mål± | Point |
| --------- | ----- | ----- | ---- | ----- |
| Japan     | 5     | 17-70 | +10  | 13    |
| Danmark   | 5     | 15-90 | +6   | 11    |
| Slovakiet | 5     | 15-10 | +5   | 9     |
| Østrig    | 5     | 15-16 | −1   | 7     |
| Norge     | 5     | 13-15 | −2   | 5     |
| Letland   | 5     | 09-27 | −18  | 0     |

### Gruppe B
1. division gruppe B var tredje niveau i VM-hierarkiet. Turneringen havde deltagelse af seks hold, der spillede en enkeltturnering alle-mod-alle. Vinderen af turneringen, Frankrig, rykkede et niveau op, dvs. til 1. division gruppe A, i 2014, mens holdet, der sluttede på sjettepladsen, Storbritannien, rykkede et niveau ned, dvs. til 2. division gruppe A.
Turneringen blev spillet i Patinoire Iceberg i Strasbourg, Frankrig i perioden 7. – 13. april 2013.
| Dato  | Tid   | Kamp                        | Res. | Perioder               |
| ----- | ----- | --------------------------- | ---- | ---------------------- |
| 7.4.  | 12:30 | Storbritannien – Kina       | 1–6  | 1-2, 0-2, 0-2          |
| 7.4.  | 16:00 | Nordkorea – Kasakhstan      | 2–6  | 0-1, 2-2, 0-3          |
| 7.4.  | 19:30 | Holland – Frankrig          | 2–4  | 0-0, 0-1, 2-3          |
| 8.4.  | 12:30 | Kasakhstan – Storbritannien | 4–3  | 1-0, 2-1, 0-2 0-0, 1-0 |
| 8.4.  | 16:00 | Kina – Holland              | 3–4  | 0-0, 2-1, 1-3          |
| 8.4.  | 19:30 | Frankrig – Nordkorea        | 5–0  | 2-0, 2-0, 1-0          |
| 10.4. | 12:30 | Kasakhstan – Holland        | 2–4  | 0-2, 1-0, 1-2          |
| 10.4. | 16:00 | Nordkorea – Storbritannien  | 3–2  | 0-1, 1-1, 1-0 1-0      |
| 10.4. | 19:30 | Kina – Frankrig             | 1–5  | 0-2, 0-1, 1-2          |
| 12.4. | 12:30 | Kina – Nordkorea            | 1–5  | 0-2, 1-2, 0-1          |
| 12.4. | 16:00 | Storbritannien – Holland    | 1–3  | 1-1, 0-1, 0-1          |
| 12.4. | 19:30 | Frankrig – Kasakhstan       | 3–0  | 0-0, 1-0, 2-0          |
| 13.4. | 12:30 | Holland – Nordkorea         | 3–2  | 0-1, 2-0, 0-1 0-0, 1-0 |
| 13.4. | 16:00 | Kasakhstan – Kina           | 0–4  | 0-1, 0-2, 0-1          |
| 13.4. | 19:30 | Frankrig – Storbritannien   | 6–1  | 2-1, 2-0, 2-0          |

| Hold           | Kampe | Mål   | Mål± | Point |
| -------------- | ----- | ----- | ---- | ----- |
| Frankrig       | 5     | 23-40 | +19  | 15    |
| Holland        | 5     | 16-12 | +4   | 11    |
| Nordkorea      | 5     | 12-17 | −5   | 6     |
| Kina           | 5     | 15-15 | 0    | 6     |
| Kasakhstan     | 5     | 12-16 | −4   | 5     |
| Storbritannien | 5     | 08-22 | −14  | 2     |

## 2. division

### Gruppe A
2. division gruppe A var fjerde niveau i VM-hierarkiet. Turneringen havde deltagelse af seks hold, der spillede en enkeltturnering alle-mod-alle. Vinderen af turneringen, Ungarn, rykkede et niveau op, dvs. til 1. division gruppe B, i 2014, mens holdet, der sluttede på sjettepladsen, Slovenien, rykkede et niveau ned, dvs. til 2. division gruppe B.
Turneringen blev spillet i Botany i Auckland, New Zealand i perioden 8. – 14. april 2013.
| Dato  | Tid   | Kamp                     | Res. | Perioder          |
| ----- | ----- | ------------------------ | ---- | ----------------- |
| 8.4.  | 13:00 | Ungarn – Slovenien       | 9–1  | 5-0, 3-0, 1-1     |
| 8.4.  | 16:30 | Australien – Italien     | 2–5  | 1-3, 0-1, 1-1     |
| 8.4.  | 20:00 | Polen – New Zealand      | 2–1  | 0-1, 0-0, 1-0 1-0 |
| 9.4.  | 13:00 | Ungarn – Australien      | 3–5  | 0-2, 3-1, 0-2     |
| 9.4.  | 16:30 | Slovenien – Polen        | 2–3  | 0-0, 0-0, 2-3     |
| 9.4.  | 20:00 | Italien – New Zealand    | 6–2  | 1-0, 3-1, 2-1     |
| 11.4. | 13:00 | Italien – Slovenien      | 3–1  | 0-0, 1-0, 2-1     |
| 11.4. | 16:30 | Ungarn – Polen           | 6–3  | 2-0, 1-1, 3-2     |
| 11.4. | 20:00 | Australien – New Zealand | 3–4  | 1-1, 2-2, 0-1     |
| 12.4. | 13:00 | Polen – Italien          | 0–3  | 0-1, 0-0, 0-2     |
| 12.4. | 16:30 | Slovenien – Australien   | 3–7  | 0-3, 1-0, 2-4     |
| 12.4. | 20:00 | New Zealand – Ungarn     | 2–6  | 0-1, 1-3, 1-2     |
| 14.4. | 13:00 | Australien – Polen       | 4–2  | 0-0, 2-1, 2-1     |
| 14.4. | 16:30 | New Zealand – Slovenien  | 5–3  | 1-1, 1-1, 3-1     |
| 14.4. | 20:00 | Italien – Ungarn         | 1–3  | 0-1, 0-1, 1-1     |

| Hold        | Kampe | Mål   | Mål± | Point |
| ----------- | ----- | ----- | ---- | ----- |
| Ungarn      | 5     | 27-12 | +15  | 12    |
| Italien     | 5     | 18-80 | +10  | 12    |
| Australien  | 5     | 21-17 | +4   | 9     |
| New Zealand | 5     | 14-20 | −6   | 7     |
| Polen       | 5     | 10-16 | −6   | 5     |
| Slovenien   | 5     | 10-27 | −17  | 0     |

### Gruppe B
2. division gruppe B var femte niveau i VM-hierarkiet. Turneringen havde deltagelse af seks hold, der spiller en enkeltturnering alle-mod-alle. Vinderen af turneringen, Sydkorea, rykkede et niveau op, dvs. til 2. division gruppe A, i 2014. Turneringen blev spillet i Polisportiu i Puigcerdà, Spanien i perioden 1. – 7. april 2013.
| Dato | Tid   | Kamp                 | Res.  | Perioder          |
| ---- | ----- | -------------------- | ----- | ----------------- |
| 1.4. | 13:00 | Sydafrika – Island   | 1–5   | 1-4, 0-0, 0-1     |
| 1.4. | 16:30 | Sydkorea – Kroatien  | 4–1   | 0-1, 0-0, 4-0     |
| 1.4. | 20:00 | Spanien – Belgien    | 3–1   | 0-1, 1-0, 2-0     |
| 3.4. | 13:00 | Kroatien – Island    | 5–4   | 2-0, 3-2, 0-2     |
| 3.4. | 16:30 | Belgien – Sydafrika  | 9–1   | 1-0, 5-1, 3-0     |
| 3.4. | 20:00 | Spanien – Sydkorea   | 0–3   | 0-0, 0-0, 0-3     |
| 4.4. | 13:00 | Kroatien – Belgien   | 2–1   | 1-0, 0-0, 0-1 1-0 |
| 4.4. | 16:30 | Sydkorea – Island    | 4–1   | 1-1, 2-0, 1-0     |
| 4.4. | 20:00 | Spanien – Sydafrika  | 12–10 | 3-0, 4-0, 5-1     |
| 6.4. | 13:00 | Belgien – Sydkorea   | 0–2   | 0-1, 0-0, 0-1     |
| 6.4. | 16:30 | Sydafrika – Kroatien | 02–17 | 0-8, 2-3, 0-6     |
| 6.4. | 20:00 | Island – Spanien     | 1–4   | 0-1, 0-0, 1-3     |
| 7.4. | 13:00 | Sydkorea – Sydafrika | 7–1   | 1-1, 4-0, 2-0     |
| 7.4. | 16:30 | Island – Belgien     | 2–1   | 1-0, 0-0, 0-1 1-0 |
| 7.4. | 20:00 | Kroatien – Spanien   | 1–4   | 0-0, 1-3, 0-1     |

| Hold      | Kampe | Mål   | Mål± | Point |
| --------- | ----- | ----- | ---- | ----- |
| Sydkorea  | 5     | 20-30 | +17  | 15    |
| Spanien   | 5     | 23-70 | +16  | 12    |
| Kroatien  | 5     | 26-15 | +11  | 8     |
| Island    | 5     | 13-15 | −2   | 5     |
| Belgien   | 5     | 12-10 | +2   | 5     |
| Sydafrika | 5     | 06-50 | −44  | 0     |

## Kvalifikation til 2. division gruppe B
I kvalifikationen til 2. division gruppe B spillede tre hold en enkeltturneringen alle-mod-alle. Vinderen af turneringen, Tyrkiet, kvalificerede sig til 2. division gruppe B i 2014. Turneringen blev spillet i Arena Izmir i Izmir, Tyrkiet i perioden 7. – 9. december 2012.
| Dato  | Tid   | Kamp                | Res. | Perioder      |
| ----- | ----- | ------------------- | ---- | ------------- |
| 7.12. | 19:00 | Bulgarien – Tyrkiet | 3–4  | 0-0, 3-1, 0-3 |
| 8.12. | 19:00 | Bulgarien – Irland  | 6–1  | 2-0, 3-0, 1-1 |
| 9.12. | 19:00 | Irland – Tyrkiet    | 1–7  | 0-3, 1-2, 0-2 |

| Hold      | Kampe | Mål   | Mål± | Point |
| --------- | ----- | ----- | ---- | ----- |
| Tyrkiet   | 2     | 11-40 | +7   | 6     |
| Bulgarien | 2     | 9-5   | +4   | 3     |
| Irland    | 2     | 02-13 | −11  | 0     |